# Goliat
A Goliat az első román nanoműhold (CubeSat szabvány), amelyet 2012. február 13-án helyezett pályára a ROSA (Román Űrügynökség) az ESA Dél-Amerika északi részében található űrközpontjából a magyar Masat–1-hez hasonlóképpen.

## Előkészületek
Románia 2011. január 20-án csatlakozott az ESA-hoz. A műholdat a Bukaresti Egyetem és a Bukaresti Műszaki Egyetem csapata építette az ESA Romanian Space Agency  elnevezésű projekt keretében.  Ezen program rendkívül jelentős része volt, hogy megépítették a két földi kommunikációs irányító központot, az Ilfov megyei Măgurele és a Kolozs megyei Havasnagyfalu közelében.
Projektvezető professzorok:
- Dr. Marius-Ioan Piso, Romanian Space Agency
- Prof. Mircea Rusu, University of Bucharest

A projekt tagjai:
Mugurel Bălan, Marius Truşculescu, Claudiu Drăgăşanu, Alexandru Pandele, Iulian Buşu, Corina Dumitru, Lorand Istvan, Marian Mogîldea, George Mogîldea, Claudiu Ştirbei, Irina Ştefănescu

## A műhold jellemzői
Indítás: 2012. február 13.
Pálya: 1450 x 300 km, 69,5° inklináció, 90 min periódus
Tervezett aktív élettartam: 6 hónap
Visszatérés a légkörbe: 1-3 év
Irányítóközpont: ROSA - ISS Măgurele, Ilfov
Felszíni állomások: Magurele, Ilfov (437 MHz és 2,4 GHz); Havasnagyfalu, Kolozs (437 MHz és 2,4 GHz)
Típus: nanoműhold (CubeSat szabvány)
Méretek: 100 x 100 x 100 mm3
Tömeg: 1062 g
Energiaellátás: 2W
Rádiókommunikáció: 2,4 GHz (115,2 kbps), 437,485 MHz (1200 bps)

## A műhold felszereltsége

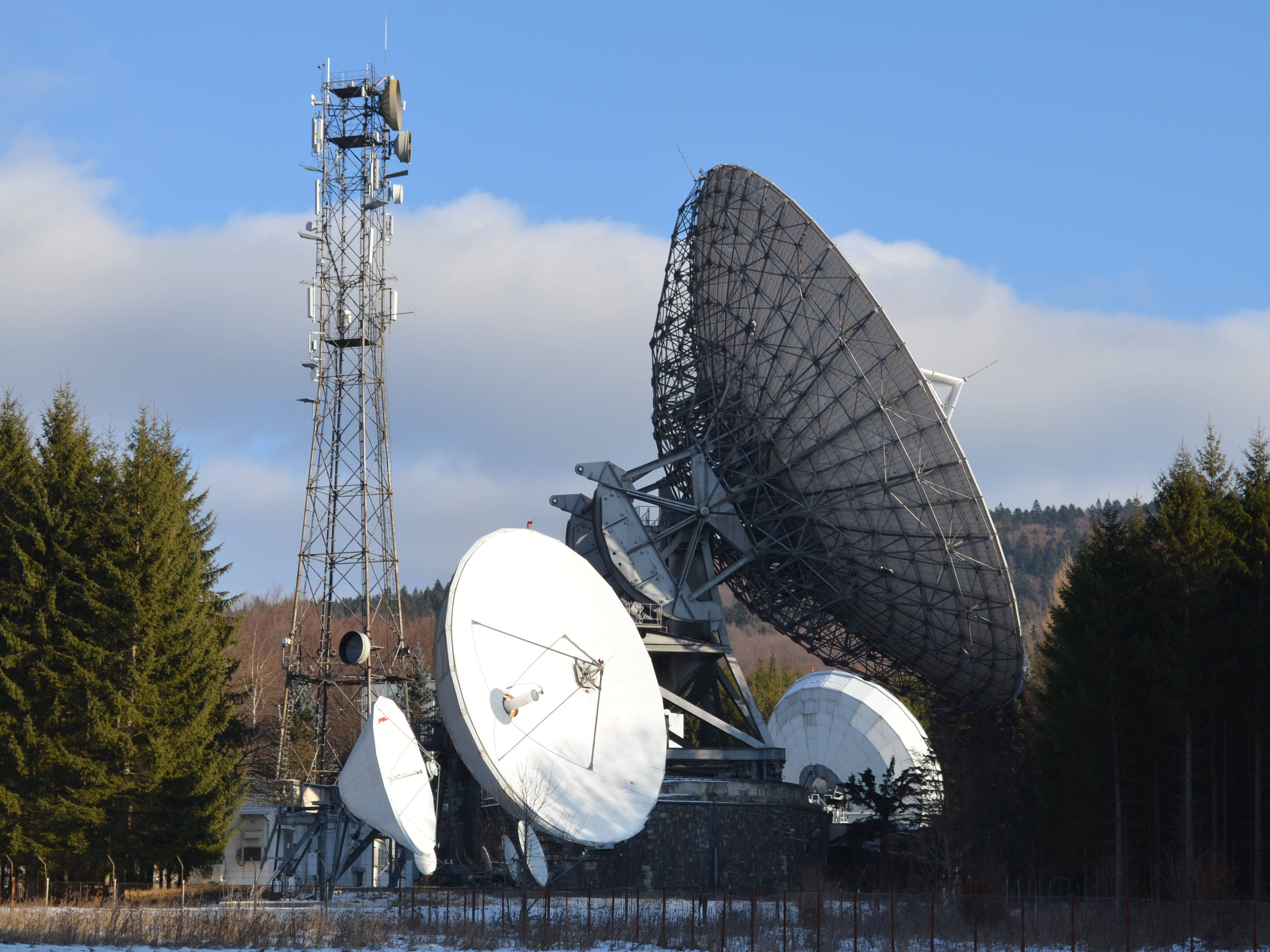
Cheia, Románia Földi kommunikációs központ a Goliathoz

- CICLOP:  3 megapixel felbontású digitális földfigyelő kamera. Három komponensből áll: szenzor, képfeldolgozó és tömörítő rendszer, 57 mm fókusztávolságú objektív. Alacsony pályáról a műszer 50 x 70 km2 területet fed le. Ez a pályamagasság függvényében változik.
- Dose-N: Sugárzás detektor. Az alacsony pályát elérő kozmikus sugárzás részecskéit észleli. A beérkező részecskék hatására egy szcintillátor fényjeleket hoz létre, melyeket egy fotodióda elektromos jelekké alakít. Ezeket a jeleket a műhold mikroprocesszora egy analóg-digitális átalakítón keresztül olvassa be.
- SAMIS: Mikrometeoroid detektor. Textolit keretben elhelyezett piezoelektromos filmet használ. A mikrometeoroidok becsapódása elektromos jeleket eredményez. Ezeket a jeleket felerősítik, majd a mikroprocesszor analóg-digitális átalakítójával mérik. A szenzort a műhold -Z oldalán lévő napelemre helyezték.
- Fedélzeti számítógép
- Kommunikációs rendszer
- Energiaellátó rendszer